# Mark Simpson
Mark Simpson är en brittisk journalist och författare som 1994 ska ha myntat begreppet "metrosexualitet". 